# Идентитет и демократија
Идентитет и демократија (енгл. Identity and Democracy, фр. Identité et démocratie) десничарска је посланичка група у Европском парламенту. Основана је 13. јуна 2019. током децетог сазива Европског парламента. Састоји се од странака које следе национализам, десничарски популизам и евроскептицизам. Наследник је групе Европе нација и слободе која је формирана током осмог сазива.